# Luer-System
Das Luer-System ist ein genormtes Verbindungssystem für Infusionen und Injektionen im medizinischen Bereich.
Es findet unter anderem Anwendung bei Kanülen, Spritzen, Kathetern, Dreiwegehähnen und Infusionsschläuchen. Es gibt bei diesem Verbindungssystem nur eine Größe.

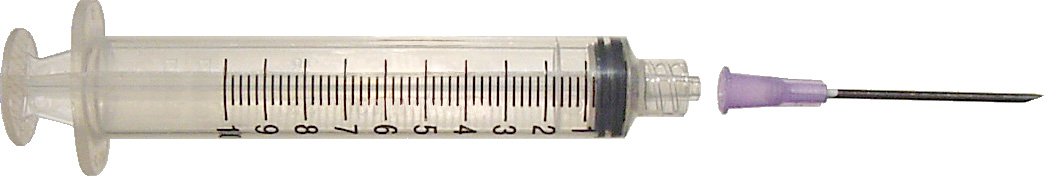
Einmalspritze aus Kunststoff mit „männlichem“ Luer-Lock-Anschluss (und „weiblichem“ Gegenstück an der Injektionsnadel)

## Geschichte

Jeanne Wülfing-Lüer, die mutmaßliche „eigentliche“ Erfinderin des Luer-Systems

Der aus Braunschweig stammende Messerschmied Georg Wilhelm Amatus Lüer (1802–1883) zog nach dem Abschluss seiner Ausbildung nach Paris und gründete dort mit seiner Frau Cäcilie Caroline geb. Schaal (1807–1870) ein Unternehmen für medizinische Instrumente, die Maison Lüer. Seine Tochter Jeanne Amélie (1842–1909), die den Betrieb erbte, heiratete 1867 Hermann Adolph Wülfing (1836–1910) aus Barmen, der fortan den Doppelnamen Wülfing-Lüer führte. Wenig später brachte die Firma die erste dichtschließende Glasspritze mit einer konischen Verbindung zu einer Metallkanüle auf den Markt. Einer Familienlegende zufolge war es Jeanne Wülfing-Lüer, die mit Hilfe eines befreundeten Glasbläsers namens Fournier das Konzept entwickelt hatte. Eine andere Überlieferung nennt den für Wülfing-Lüer arbeitenden Instrumentenmacher Karl Schneider als Erfinder. Hermann Wülfing-Lüer ließ die Erfindung mit mehreren Patenten auf seinen Namen schützen.
1897 besuchten Maxwell Becton und Fairleigh Dickinson, zwei amerikanische Geschäftsleute, Wülfing-Lüers Unternehmen und erwarben die Rechte für den Vertrieb der Lüer-Spritzensysteme in den USA. Damit legten sie den Grundstein für eines der größten Medizintechnik-Unternehmen der Welt, Becton Dickinson and Company (BD). Das Lüer-System, dessen Grunddesign bis heute gleich geblieben ist, wurde ein großer Erfolg; Fairleigh Dickinson entwickelte seit 1925 eine dazu passende Drehsicherung, um eine Infusion auch unter Druck und ohne ständige Aufsicht zu ermöglichen; die Kombination mit dem Lüer-Konus nannte er Luer-Lok-System, ein Begriff, der bis heute als Marke geschützt ist. Der Umlaut des deutschen Familiennamens war in der englischsprachigen Welt inzwischen verlorengegangen; nicht viel später wurde er dort meist gar nicht mehr als Eigenname, sondern als adjektivisches Attribut verstanden und kleingeschrieben. Allmählich wurde das Luer-System zum Quasi-Standard in den USA.
In Europa waren in der Zwischenzeit jedoch noch andere Hersteller auf den Plan getreten, die vergleichbare Systeme mit anderen Maßen anboten. Einer davon war die Berliner Firma Dewitt & Hertz, die 1909 ein System mit einem etwas schlankeren Konus auf den Markt brachte und damit großen Erfolg hatte: das Rekord-System (manchmal auch Record geschrieben). Beide Systeme – Luer und Rekord – existierten bis in die 1980er Jahre nebeneinander. Eine Zäsur brachte das Flugtagunglück von Ramstein, als es sich als großes Problem herausstellte, dass die von deutschen und amerikanischen Rettungskräften verwendeten Spritzensysteme nicht miteinander kompatibel waren. Um dies für die Zukunft zu vermeiden, wurde danach auch in Deutschland der Luer-Anschluss als Standard festgelegt.

## Technik
Die Dichtung wird dabei durch eine passgenaue kegelstumpfförmige Konstruktion beider Verbindungsteile erreicht, die so ausgeführt sind, dass sie klemmfest ineinandergesteckt werden können; die Kegelstumpfform – man spricht vom sogenannten Luer-Konus – fällt allerdings nur bei näherem Hinsehen auf, da der Kegelwinkel mit 3,44° recht klein ist (und nach wie vor exakt Lüers bzw. Schneiders Originalentwurf entspricht). Das Kegelverhältnis als Tangens des halben Öffnungswinkels ist somit 3 %. (Das Kegelverhältnis sollte nicht verwechselt werden mit der gelegentlich zu findenden Angabe 6 %, was dem Tangens des gesamten Öffnungswinkels entspricht.)
Das einzuführende Anschlussstück wird nach allgemeiner Gepflogenheit anschaulich als männlich, das aufnehmende Gegenstück als weiblich bezeichnet, wobei in medizinischen Leitungs- bzw. Injektionssystemen regelmäßig das weibliche Ende patientennah, das männliche patientenfern angebracht ist; Injektionsspritzen weisen also immer einen männlichen, Injektionskanülen einen weiblichen Anschluss auf. Der Luer-Kegel (geometrisch korrekt eigentlich: Kegelstumpf) ist maximal 7,5 mm lang und hat an seinem freien Ende typischerweise einen Außendurchmesser von 4 mm.
Die einfachere (ursprüngliche) Variante des Luer-Ansatzes als reine Steckverbindung ohne Schraubgewinde wird auch als Luer-Slip bezeichnet. Sie kommt in der Regel zum Einsatz bei Injektionen. Wenn der männliche Kegel mit einem Innengewinde zur Verriegelung der Verbindung versehen ist, bezeichnet man das System als Luer-Lock (nicht zu verwechseln mit dem Markennamen Luer-Lok von BD). Damit kann die Verbindung gegen versehentliches Lösen gesichert werden und ist insofern auch für Infusionen o. ä. geeignet, bei denen eine ständige Überwachung nicht sichergestellt werden kann oder wo aufgrund der notwendigen Druckverhältnisse eine Sicherung der Verbindung erforderlich ist; die Lock-Verbindung wird mit einer halben Drehung geschlossen bzw. geöffnet.
Das Luer-System als Standard gewährleistet die Kompatibilität der Produkte verschiedener Hersteller und ist international standardisiert durch die ISO–Norm ISO 80369, die auch in Deutschland als DIN EN ISO 80369-1:2019-08 gültig ist.

## Vorteile
- Die Handhabung ist zweckmäßig und nutzerfreundlich, die Montage einfach und schnell, da es sich um eine schlichte Steckverbindung handelt, die ggf. zusätzlich durch eine Verschraubung gesichert werden kann.
- Der festgeschriebene Standard macht die Produkte vieler verschiedener Hersteller untereinander kompatibel.
- Zugleich ermöglicht der einheitliche Standard die gemeinsame Nutzung von Komponenten (z. B. Schlauchsystemen, Injektionsspritzen usw.) für ganz unterschiedliche Einsatzzwecke. Systeme mit Luer-Verbindungen finden z. B. gleichermaßen Anwendung an arteriellen und venösen Blutgefäßen, den rückenmarksnahen Bereichen (Regionalanästhesie), dem Verdauungssystem (z. B. Ernährungssonden) und den Atemwegen.

## Nachteile
- Gerade der letztgenannte Vorteil des Luer-Standards, nämlich seine Interkompatibilität, ist zugleich sein größtes Gefahrenmoment. Es ist technisch nicht ausgeschlossen, dass z. B. ein venös zu injizierendes Medikament fälschlicherweise spinal (in die Rückenmarksflüssigkeit) appliziert wird. Aus diesem Grunde wurde mit der Neufassung der o. g. ISO-Norm 80369-6 ein neuer, mit dem Luer-System nicht kompatibler Standard für rückenmarksnahe Anwendungen nahegelegt. Industrieseitig wurden entsprechende Lösungen inzwischen realisiert und werden auch von medizinischen Fachgesellschaften dringend empfohlen, sind jedoch noch nicht Allgemeinstandard.[9]
- Die Luer-Verbindung kann – versehentlich oder absichtlich – durch jedermann leicht gelöst werden, was z. B. bei vermindert zurechnungsfähigen Patienten Probleme bereiten kann, etwa im Bereich der Pädiatrie, der Psychiatrie oder der Geriatrie. Darüber hinaus sind Fälle bekannt geworden, bei denen sich die Verbindungen aufgrund von Fertigungsfehlern spontan geöffnet haben, was z. B. bei laufenden Infusionen gefährliche Folgen bis hin zum Verbluten haben kann. Vor dem Hintergrund der einschlägigen Normenvorschriften mit ihren geringen Toleranzen zählen solche Probleme allerdings inzwischen zu den absoluten Raritäten.
- Umgekehrt gibt es gelegentlich Probleme mit zu fest haftenden Verbindungen, die sich dann nur noch schwer lösen lassen, insbesondere wenn „klebrige“, etwa zuckerhaltige, Infusionslösungen oder auch Blut in die Schraubverbindung gelangt sind: Hier kann man sich z. B. mit einer Arterienklemme helfen, die man ähnlich wie eine Rohrzange anwendet.
- Beim Lösen und Wiederverbinden (in der Fachsprache Diskonnektion und Rekonnektion genannt) von Luer-Anschlüssen können Probleme durch Kontamination entstehen, da grundsätzlich jedes Mal das Einbringen von Krankheitserregern denkbar ist, selbst wenn keine Berührung der unmittelbaren Verbindungselemente erfolgt. Daher ist die Zahl der Manipulationen auf ein Mindestmaß zu begrenzen. Notwendige Manipulationen müssen unter aseptischen Bedingungen, d. h. nach gewissenhaft durchgeführten Desinfektionsmaßnahmen (Hände, Material), durchgeführt werden.